# Juan Grabowski
Juan Grabowski (ur. 9 kwietnia 1982 w Rosario) – argentyński piłkarz polskiego pochodzenia, grającego w Coquimbo Unido.